# Maesa reticulata
Maesa reticulata är en viveväxtart som beskrevs av Cheng Yih Wu. Maesa reticulata ingår i släktet Maesa och familjen viveväxter. Inga underarter finns listade i Catalogue of Life.